# Dahlica wagneri
Dahlica wagneri is een vlinder uit de familie zakjesdragers (Psychidae). De wetenschappelijke naam van deze soort is voor het eerst geldig gepubliceerd in 1952 door Gozmany.
De soort komt voor in Europa.